# Донской 10-й казачий полк
10-й Донской казачий генерала Луковкина полк

## Ранние формирования полка
10-й Донской казачий полк являлся прямым наследником Донского казачьего Мельникова 5-го полка, который был сформирован в 1806 году. Полк Мельникова 5-го принимал участие в русско-турецкой войне 1806—1812 годов, Отечественной войне 1812 года (состоял в летучем корпусе атамана Платова) и последующих в 1813—1815 годах Заграничных походах.
Впервые Донской казачий полк под № 10 был сформирован 26 мая 1835 года на основании нового положения о Донском казачьем войске. Периодически этот полк созывался в строй и распускался на льготу, также менялся его текущий номер (в зависимости от свободного номера полка при созыве). Кроме номера в названии полка также положено было означать и имя его текущего командира.
В кампании 1853—1856 годов полк сражался в рядах Дунайской армии, а затем находился в Крыму. В 1863—1864 годах полк находился в северо-западных губерниях Российской империи и принимал участие в подавлении восстания в Польше.

## Окончательное формирование полка
В 1872 году с Дона на внешнюю службу был вызван очередной Донской казачий № 31 полк и 27 июня 1875 года он был назван Донской казачий № 10-го полк. С этих пор полк оставался первоочередным и более на льготу не распускался.
Во время русско-турецкой войны 1877—1878 годов полк находился в Таврической губернии и нёс караульную службу по охране тыловых коммуникаций действующей на Балканах армии.
С 24 мая 1894 года полк именовался как 10-й Донской казачий полк. 26 августа 1904 года вечным шефом полка был назван генерал-майор Г. А. Луковкин и его имя было присоединено к имени полка.
В 1914—1917 годах полк принимал участие в Первой мировой войне. Активный участник Томашевского сражения 1914 г. и Карпатской операции зимой 1915 г. Сражался в ходе Заднестровской операции в апреле-мае 1915 г.
В апреле 1918 года на основе полка был сформирован Гундоровский Георгиевский полк.

## Знаки отличия полка
- Полковое Георгиевское знамя с надписью «За подвиги, оказанные в Отечественную войну 1812 года и при Краоне и Лаоне», пожалованное 29 апреля 1869 года и унаследованное от Донского казачьего Мельникова 5-го полка (первоначально знамя было пожаловано 13 января 1816 года).
- Одиночные белевые петлицы на воротнике и обшлагах нижних чинов, пожалованные 6 декабря 1908 года.

## Командиры полка
- 28.06.1877 — 29.05.1885 — полковник Денисов, Варлаам Александрович
- 14.01.1887 - 02.04.1890 полковник В.Н.Турчанинов
- 03.05.1890 — 10.09.1896 — полковник Луизов, Иван Андреевич
- 29.01.1897 — 29.07.1903 — полковник Упорников, Василий Иванович
- 02.08.1903 — 20.08.1908 полковник Греков, Святослав Григорьевич[6]
- 24.08.1908 — 25.03.1913 — полковник граф Игнатьев, Леонид Николаевич (фактически командовал до 4 мая 1910 года)[7]
- 04.05.1910 — 11.09.1913 — полковник (с 14.04.1913 генерал-майор) Лащилин, Никандр Аркадьевич
- 15.10.1913 — 01.04.1915 - полковник Краснов, Пётр Николаевич
- 02.06.1915 - полковник И.Н.Фарафонов